# الاتحاد الأردني لبناء الأجسام
الاتحاد الأردني لبناء الأجسام اتحاد رياضي أردني يشرف على رياضة كمال الأجسام في الأردن وهو عضو في الاتحاد الدولي لكمال الأجسام واللياقة البدنية (IFBB)، و‌الاتحاد الآسيوي لكمال الأجسام واللياقة البدنية (AFBF).
تأسس عام 1971م في عمان تحت مظلة الاتحاد الأردني لرفع الأثقال، استقل عن اتحاد رفع الأثقال سنة 1994 برئاسة عبد المنعم أبو طوق.
جرى حل الاتحاد في 1 مايو 2012 وذلك بعد فضيحة المنشطات في الدورة العربية للألعاب الرياضية الثانية عشرة بالدوحة، وتم تكليف المكتب التنفيذي بتشكيل لجنة لإدارة أمور اللعبة، وبذلك أصبح الاسم الجديد «اللجنة الأردنية لبناء الأجسام واللياقة البدنية» ضمن اللجنة الأولمبية الأردنية.
وفقا لنظام الاتحادات الرياضية ومتابعة اللجنة الأولمبية، جرت في يناير 2019 انتخابات جديدة لمجلس الإدارة الدائم في أول تحول للاتحاد من مسمى «اللجنة» إلى الاتحاد الدائم وذلك بعد مرور 7 سنوات على حل مجلس الإدارة الأسبق، فقد انتخب مأمون تيف رئيسا للاتحاد الدائم، وأحمد حيمور نائبا للرئيس.

## المنافسات
- بطولة المملكة
- بطولة المحافظات
- بطولة الشاطئ
- بطولة اللياقة البدنية
- بطولة المراكز

## رؤساؤه
- مأمون تيف (يناير 2019 -)[2]

## أهدافه
أهم أهداف الاتحاد:
- رعاية شؤون رياضة بناء الأجسام الأردنية محلياً وعربياً وآسيوياً ودولياً.
- تنمية روح الانتماء والولاء المطلق للأردن ولقيادته وتمثيل الوطن على أفضل وجه.
- المساهمة في تطوير ثقافة كمال الأجسام ونشرها وتكريس مبدأ الخلق والروح الرياضية ومنع التمييز وتشجيع التنافس الشريف.
- رعاية لعبة كمال الأجسام وتشجيع هذه الهواية.
- إدارة شؤون لعبة رياضة كمال الأجسام وتطويرها ونشرها.
- الإشراف على مراكز كمال الأجسام ومراقبتها ومتابعة نشاطاتها.
- التوعية والتحذير من استخدام المنشطات ومعاقبة مستخدميها.
- أي مهام أخرى لها علاقة بكمال الأجسام تكلفها بها اللجنة الأولمبية الأردنية.

## وصلات خارجية
- موقع غير رسمي ل لاتحاد الأردني لكمال الأجسام.
- الاتحاد الدولي لكمال الأجسام واللياقة البدنية.